# Resolvente
In Mathematik und  Theoretischer Physik ist die Resolvente (manchmal auch Greenscher Operator genannt) die Inverse eines mit einer komplexen Zahl {\displaystyle z} verschobenen linearen Operators
oder einer Matrix. Die Menge der Werte {\displaystyle z}, für die diese Inverse  wohldefiniert ist, ist die Resolventenmenge des Operators; das Komplement dieser Menge ist sein Spektrum. Anwendungen betreffen  alle Aspekte der Operatortheorie in der Funktionalanalysis, insbesondere die Störungsrechnung.

## Definition
Für einen linearen Operator {\displaystyle A} (oder auch eine Matrix {\displaystyle A\in \mathbb {C} ^{n\times n}}) definiert man die Resolventenmenge {\displaystyle \rho (A)} als das Komplement des Spektrums von {\displaystyle A}, d. h. als die Menge aller komplexen Zahlen {\displaystyle z}, für die der Operator {\displaystyle zI-A} beschränkt invertierbar ist. Die Resolventenmenge ist als Komplement des Spektrums offen. Auf der Resolventenmenge definiert man die Resolvente durch
{\displaystyle R\left(A,z\right)=(zI-A)^{-1}\ .}
Viele Autoren verwenden als Definition der Resolvente {\displaystyle R\left(A,z\right)=(A-zI)^{-1}}, was lediglich das Vorzeichen invertiert.

## Eigenschaften und Anwendungen
Die Resolvente ist eine operatorwertige analytische Funktion und kann auf {\displaystyle \{z\in \mathbb {C} :|z|>r\}}, wobei {\displaystyle r} der Spektralradius ist, durch die Neumannsche Reihe dargestellt werden:
{\displaystyle R\left(A,z\right)=\sum _{n=0}^{\infty }{\frac {A^{n}}{z^{n+1}}}}.
Die Resolvente wird u. a. verwendet, um Eigenwertentwicklungen von gestörten Operatoren zu beschreiben, zum Beispiel die Entwicklungen von Rellich-Kato und  Strutt-Schrödinger.

## Resolventenidentitäten
Hilfreich bei Berechnungen sind die erste und zweite Resolventenidentität. Aus {\displaystyle \left(z_{1}-z_{2}\right)I=z_{1}I-A-(z_{2}I-A)} folgt mittels Inversion die erste Resolventenidentität
{\displaystyle R\left(A,z_{2}\right)-R(A,z_{1})=(z_{1}-z_{2})R(A,z_{1})R(A,z_{2})=(z_{1}-z_{2})R(A,z_{2})R(A,z_{1}),}
und aus {\displaystyle A_{1}-A_{2}=zI-A_{2}-\left(zI-A_{1}\right)} folgt mittels Inversion die zweite Resolventenidentität
{\displaystyle R\left(A_{1},z\right)-R(A_{2},z)=R(A_{1},z)(A_{1}-A_{2})R(A_{2},z).}